# Les Costes-Gozon
Les Costes-Gozon é uma comuna francesa na região administrativa de Occitânia, no departamento de Aveyron. Estende-se por uma área de 20,33 km². Em 2010 a comuna tinha 187 habitantes (densidade: 9,2 hab./km²).